# ヒトメボレ
『ヒトメボレ』は、錦戸亮の楽曲。2022年4月6日にNOMAD RECORDSから3rdライブBlu-ray/DVD『錦戸亮 LIVE TOUR 2021 "Note"』の特典シングルとして発売された。

## 概要
- 自身初のソロCDシングル[注 2]。
- 本曲は、2021年12月8日から同年12月18日にかけて開催された、自身のアリーナツアー『RYO NISHIKIDO LIVE 2021 "SHABBY"』にて初披露された[2][3][4][5]。
- 2022年2月27日、後述のライブBlu-ray/DVDの購入者特典として本作が付属することを発表[1]。
  - これに伴い、特典の付属期間が、同作の発売発表当初の同年2月27日[6]から同年3月1日までに延長された[1]。
- 同年4月6日、自身の3rdライブBlu-ray/DVD『錦戸亮 LIVE TOUR 2021 "Note"』のオフィシャルECストア限定購入者特典CDシングルとして、本作が付属された[1]。
  - 2022年3月1日までの注文が対象[1]。
  - 自身の作品の購入者特典にCDが付属するのは初である。
  - 同作の各形態でCDデザインは異なるが、収録内容は同一のものを収録[7]。
- 2022年11月30日、3rdアルバム『Nocturnal』に本曲が収録された[8]。

## 販売形態
- 発売日：2022年4月6日[注 1]
  - 購入者特典（NOMAD-024[注 3]：CD）

## 収録曲
1. ヒトメボレ - [4:05]
作詞・作曲・編曲：錦戸亮
2. ヒトメボレ (Instrumental)

## 収録作品

### シングル
- 3rdライブBlu-ray/DVD『錦戸亮 LIVE TOUR 2021 "Note"』(購入者特典)

### アルバム
- 3rdアルバム『Nocturnal』

### 映像作品

#### ライブ映像
- 4thライブBlu-ray/DVD『錦戸亮 LIVE 2021 "SHABBY"』

※通常盤の特典CDにはライブ音源を収録。
- 5thライブBlu-ray/DVD『錦戸亮 LIVE TOUR 2022 "Nocturnal"』

※通常盤の特典CDにはライブ音源を収録。
- 6thライブBlu-ray/DVD『錦戸亮 LIVE TOUR 2024 "NOMADOFNOWHERE"』(特別仕様Untitled盤 特典Blu-ray/DVD)

※特典CDにはライブ音源を収録。